# هیروتو ساکای
هیروتو ساکای (ژاپنی: 酒井 大登؛ زادهٔ ۱۱ اوت ۱۹۸۹) یک بازیکن فوتبال اهل ژاپن است.
از باشگاه‌هایی که در آن بازی کرده‌است می‌توان به باشگاه فوتبال ونریر هاچینوهه اشاره کرد.